# Южное кладбище (Киев)
Южное кладбище (укр.  Південне кладовище) — кладбище в Киеве, расположено в поселке Вита-Почтовая Киево-Святошинского района Киевской области Украины. На сегодняшний день киевское Южное кладбище — одно из двух действующих кладбищ в столице Украины. Расположено на 7-м километре Одесской трассы.
Возле Южного кладбища располагается немецкое военное кладбище, на котором похоронены немецкие солдаты, погибшие в районе Киева во Второй мировой войне. Оно построено и содержится на средства немецкой организации Volksbund Deutsche Kriegsgräberfürsorge e.V. Военное кладбище также действующее — на нëм регулярно перезахоранивают останки немецких солдат и офицеров, погибших во времена Второй мировой войны и найденных при раскопках на местах сражений.
На территории Южного кладбища располагается храм Антония и Феодосия Печерских.
Телефон администрации Южного кладбища +380 44 332-78-65.

## Известные люди
На Южном кладбище в Киеве похоронены:
- Иван Иванович Кауркин (1922 — 2009) — генерал-майор, начальник Киевского Суворовского военного училища.
- Борис Петрович Ставицкий (1927 — 2003) — артист театра и кино, заслуженный артист Украины, педагог.
- Олег Прокофьевич Крыжановский (1942 — 2010) — доктор исторических наук, профессор, востоковед, историк церкви.
- Михаил Васильевич Чечетов (1953 — 2015) — политик.
- Нельсон Амаякович Давидян (1950 — 2016) — борец греко-римского стиля, тренер.
- Евгений Фёдорович Назаренко (1955 — 2012) —  кинодраматург, редактор сценарного отдела киностудии «Киевнаучфильм».